# ألوان وطنية لأوكرانيا

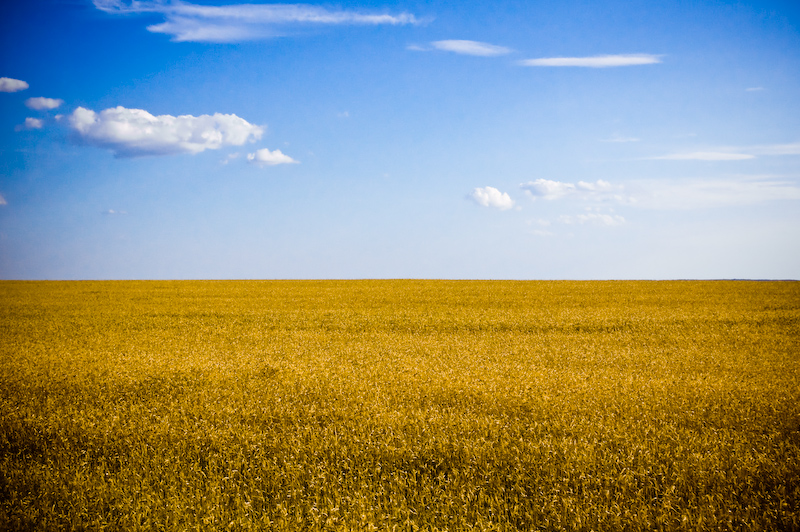
المناظر الطبيعية الزراعية النموذجية لأوكرانيا, خيرسون أوبلاست

عادة ما يتم تحديد الألوان الوطنية لأوكرانيا على أنها مزيج من اللون الأزرق والذهبي بهذا الترتيب. هذه الألوان هي نفسها الموجودة في علم أوكرانيا. تعود جذور الألوان الوطنية الأوكرانية إلى ما قبل العصر المسيحي عندما ساد اللون الأصفر والأزرق في الاحتفالات التقليدية، مما يعكس النار والماء. يمكن تتبع الدليل الأكثر صلابة للألوان الصفراء والزرقاء حتى معركة جرونفالد التي شاركت فيها تشكيلات الميليشيات من مختلف أراضي الاتحاد البولندي الليتواني. في خرائط القرنين التاسع عشر والعشرين، كانت أراضي أوكرانيا عادةً ملونة باللون الأصفر. يتم تمثيل «الذهب» (أو) دائمًا بظل أصفر، حيث لا يوجد لون مميز «أصفر» في شعارات النبالة؛ كلاهما يعتبر «ذهب». هناك نظرية مفادها أن الألوان وصلت إلى منطقة أوكرانيا الحالية، جنبًا إلى جنب مع الحاكم Prinz Władysław II Opolczyk, الذي أنشأها لإمارة روثينيا على غرار موطنه الأصلي سيليزيا العليا.
الأزرق والذهبي هما أيضًا لونان وطنيان للسويد وبالاو وكازاخستان.

## أصول
| مخطط        | اللازوردية القوية   | الأصفر                 |
| ----------- | ------------------- | ---------------------- |
| بانتون      | بانتون مغلفة 2935 ج | بانتون مطلي أصفر 012 C |
| رال         | 5019 كابري الأزرق   | 1023 المرور الأصفر     |
| RGB         | 0, 91, 187          | 255, 213, 0            |
| CMYK        | 100, 47, 0, 0       | 0, 4, 100, 0           |
| السادس عشر  | # 0057b8            | # ffd700               |
| ألوان الويب | # 0066cc            | # ffcc00               |

علم أوكرانيا منذ عام 1918

تمثل الألوان في العلم الأوكراني حقول حبوب ذهبية تحت سماء زرقاء صافية، مناسبة لبلد يعرف باسم «سلة الخبز» في منطقته.
كان العلم الأوكراني باللون الأزرق الفاتح فوق الأصفر قبل قيام الجمهورية السوفيتية. عند استخدامه بشكل ضئيل، يشير اللون الأزرق إلى السماء الزرقاء أو الهواء. يمكن استخدامه للدلالة على صحة جيدة.

## زينة
يتميز شعار الدولة الأوكراني بنفس الألوان الموجودة على العلم الأوكراني؛ درع أزرق به ترايدنت ذهبي، يسمى التربزوب, ويعني ثلاثة أسنان. إنه يمثل الثالوث الله على الأرض وفي السماء. يظهر على المستوى الرئاسي لأوكرانيا. تعتبر الترايدات ذات اللون الأزرق تمثيلًا غير منتظم من قبل جمعية شعارات النبالة الأوكرانية.
بالإضافة إلى وسام بطل أوكرانيا الأوسمة التي تتضمن أو تتكون من الألوان الوطنية هي وسام الأمير ياروسلاف الحكيم، ووسام الحرية، ووسام دانيلو هاليتسكي، ووسام الاستحقاق، ووسام بوهدان خميلنيتسكي وشيفتشينكو الوطني جائزة

## رياضة

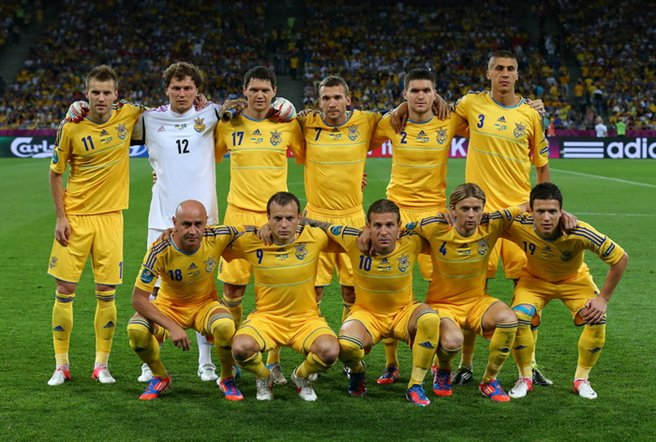
منتخب أوكرانيا لكرة القدم

في العديد من الرياضات الجماعية الدولية في أوكرانيا (مثل الألعاب الأولمبية), تكون الألوان المستخدمة للفريق هي الأصفر والأزرق، حيث يكون اللون الأزرق غالبًا أزرق غامق جدًا. وتشمل هذه اللجنة الأولمبية الوطنية لأوكرانيا، وفريق هوكي الجليد الوطني الأوكراني، وفريق كرة السلة الوطني الأوكراني, وفريق أوكرانيا الوطني لكرة القدم، وفريق الباندي الوطني الأوكراني. اعتمد فريق النادي نادي ميتاليست خاركيف أيضًا هذه الألوان.

## العلامة التجارية
أوكرانيا الخطوط الجوية الدولية الحالية كسوة هو "Eurowhite" مخطط، يتألف من جسم الطائرة الأبيض مع عناوين الائتلاف العراقي الموحد والعلم الأوكراني. الذيل أزرق مع خط أصفر عبره. تم استخدام هذا الطلاء منذ أواخر التسعينيات. كان الذيل أبيض مع خطين سميكين باللون الأزرق، يتناقصان من مؤخرة الذيل ويلتقيان عند نقطة باتجاه الأسفل الأمامي.